# Adamów (Żyrardów)
Pour les articles homonymes, voir Adamów.
Adamów (prononciation : [aˈdamuf]) est un village polonais de la gmina de Radziejowice dans le powiat de Żyrardów de la voïvodie de Mazovie dans le centre-est de la Pologne.
Il se situe à environ 3 kilomètres au nord-est de Radziejowice (siège de la gmina), 10 kilomètres à l'est de Żyrardów (siège du powiat) et à 38 kilomètres au sud-ouest de Varsovie (capitale de la Pologne).
Le village possède approximativement une population de 150 habitants en 2005.

## Histoire
De 1975 à 1998, le village appartenait administrativement à la voïvodie de Skierniewice.